# Kvalifikace na Mistrovství Evropy ve fotbale 2020 – skupina F
Skupina F kvalifikace na mistrovství Evropy ve fotbale 2020 byla jednou z 10 kvalifikačních skupin na tento šampionát. Přímý postup na závěrečný turnaj si zajistily první 2 týmy. Na rozdíl od předchozích evropských kvalifikací do baráže nepostoupily týmy na základě pořadí v kvalifikační skupině, ale podle konečného žebříčku v jednotlivých skupinách (ligách A–D) Ligy národů UEFA 2018/19.

## Výsledky
| Legenda                                                                         |
| ------------------------------------------------------------------------------- |
| Vítěz skupiny a druhý v pořadí postupující přímo na šampionát                   |
| Týmy postupující do baráže o účast na šampionátu                                |
| V křížové tabulce vpravo je domácí tým v levém sloupci, hostující v horní řadě. |

### Tabulka
| Tým             | Z  | V | R | P | VG | IG | +/- | B  |
| --------------- | -- | - | - | - | -- | -- | --- | -- |
| Španělsko       | 10 | 8 | 2 | 0 | 31 | 5  | +26 | 26 |
| Švédsko         | 10 | 6 | 3 | 1 | 20 | 9  | +11 | 21 |
| Norsko          | 10 | 4 | 5 | 1 | 19 | 11 | +8  | 17 |
| Rumunsko        | 10 | 2 | 2 | 4 | 17 | 15 | +2  | 14 |
| Faerské ostrovy | 10 | 1 | 0 | 9 | 4  | 30 | -26 | 3  |
| Malta           | 10 | 1 | 0 | 9 | 3  | 27 | -24 | 3  |

|                 | Španělsko | Švédsko | Norsko | Rumunsko | Faerské ostrovy | Malta |
| --------------- | --------- | ------- | ------ | -------- | --------------- | ----- |
| Španělsko       | —         | 3:0     | 2:1    | 5:0      | 4:0             | 7:0   |
| Švédsko         | 1:1       | —       | 1:1    | 2:1      | 3:0             | 3:0   |
| Norsko          | 1:1       | 3:3     | —      | 2:2      | 4:0             | 2:0   |
| Rumunsko        | 1:2       | 0:2     | 1:1    | —        | 4:1             | 1:0   |
| Faerské ostrovy | 1:4       | 0:4     | 0:2    | 0:3      | —               | 1:0   |
| Malta           | 0:2       | 0:4     | 1:2    | 0:4      | 2:1             | —     |

### Zápasy
| 23. března 2019 18:00     |        |                 |                                                                                   |
| Malta                     | 2 : 1  | Faerské ostrovy | Národní stadion, Ta' Qali diváci: 7 531 rozhodčí: Vilhjálmur Þórarinsson (Island) |
| Nwoko 13' Borg 77' (pen.) | Zpráva | Thomsen 90+8'   | Národní stadion, Ta' Qali diváci: 7 531 rozhodčí: Vilhjálmur Þórarinsson (Island) |

| 23. března 2019 18:00    |        |            |                                                                           |
| Švédsko                  | 2 : 1  | Rumunsko   | Friends Arena, Stockholm diváci: 30 115 rozhodčí: Michael Oliver (Anglie) |
| Quaison 33' Claesson 40' | Zpráva | Keșerü 58' | Friends Arena, Stockholm diváci: 30 115 rozhodčí: Michael Oliver (Anglie) |

| 23. března 2019 20:45        |        |                        |                                                                                 |
| Španělsko                    | 2 : 1  | Norsko                 | Estadio Mestalla, Valencie diváci: 39 752 rozhodčí: Andris Treimanis (Lotyšsko) |
| Rodrigo 16' Ramos 71' (pen.) | Zpráva | Joshua King 65' (pen.) | Estadio Mestalla, Valencie diváci: 39 752 rozhodčí: Andris Treimanis (Lotyšsko) |

| 26. března 2019 20:45 |        |                 |                                                                             |
| Malta                 | 0 : 2  | Španělsko       | Národní stadion , Ta' Qali diváci: 16 542 rozhodčí: Andrew Dallas (Skotsko) |
|                       | Zpráva | Morata 31', 73' | Národní stadion , Ta' Qali diváci: 16 542 rozhodčí: Andrew Dallas (Skotsko) |

| 26. března 2019 20:45             |        |                                                |                                                                          |
| Norsko                            | 3 : 3  | Švédsko                                        | Ullevaal Stadion, Oslo diváci: 23 459 rozhodčí: Gianluca Rocchi (Itálie) |
| Johnsen 41' King 59' Kamara 90+7' | Zpráva | Claesson 70' Nordtveit 86' (vl.) Quaison 90+1' | Ullevaal Stadion, Oslo diváci: 23 459 rozhodčí: Gianluca Rocchi (Itálie) |

| 26. března 2019 20:45               |        |                     |                                                                                              |
| Rumunsko                            | 4 : 1  | Faerské ostrovy     | Stadionul Dr. Constantin Rădulescu, Kluž diváci: 10 502 rozhodčí: Halil Umut Meler (Turecko) |
| Deac 26' Keșerü 29', 33' Pușcaș 63' | Zpráva | Davidsen 40' (pen.) | Stadionul Dr. Constantin Rădulescu, Kluž diváci: 10 502 rozhodčí: Halil Umut Meler (Turecko) |

| 7. června 2019 20:45 |        |                                                |                                                                    |
| Faerské ostrovy      | 1 : 4  | Španělsko                                      | Tórsvøllur, Tórshavn diváci: 3 226 rozhodčí: Enea Jorgji (Albánie) |
| K. Olsen 30'         | Zpráva | Ramos 6' Navas 19' Gestsson 34' (vl.) Gayà 71' | Tórsvøllur, Tórshavn diváci: 3 226 rozhodčí: Enea Jorgji (Albánie) |

| 7. června 2019 20:45            |        |                   |                                                                        |
| Norsko                          | 2 : 2  | Rumunsko          | Ullevaal Stadion, Oslo diváci: 17 664 rozhodčí: Sergei Karasev (Rusko) |
| T. Elyounoussi 56' Ødegaard 70' | Zpráva | Keșerü 77', 90+2' | Ullevaal Stadion, Oslo diváci: 17 664 rozhodčí: Sergei Karasev (Rusko) |

| 7. června 2019 20:45             |        |       |                                                                      |
| Švédsko                          | 3 : 0  | Malta | Friends Arena, Stockholm diváci: 26 421 rozhodčí: Rob Harvey (Irsko) |
| Quaison 2' Claesson 50' Isak 81' | Zpráva |       | Friends Arena, Stockholm diváci: 26 421 rozhodčí: Rob Harvey (Irsko) |

| 10. června 2019 20:45 |        |                  |                                                                     |
| Faerské ostrovy       | 0 : 2  | Norsko           | Tórsvøllur, Tórshavn diváci: 3 083 rozhodčí: Donatas Rumšas (Litva) |
|                       | Zpráva | Johnsen 49', 84' | Tórsvøllur, Tórshavn diváci: 3 083 rozhodčí: Donatas Rumšas (Litva) |

| 10. června 2019 20:45 |        |                                      |                                                                              |
| Malta                 | 0 : 4  | Rumunsko                             | Národní stadion, Ta' Qali diváci: 6 471 rozhodčí: Dennis Higler (Nizozemsko) |
|                       | Zpráva | Pușcaș 7', 29' Chipciu 34' Man 90+1' | Národní stadion, Ta' Qali diváci: 6 471 rozhodčí: Dennis Higler (Nizozemsko) |

| 10. června 2019 20:45                            |        |         |                                                                                     |
| Španělsko                                        | 3 : 0  | Švédsko | Estadio Santiago Bernabéu, Madrid diváci: 72 205 rozhodčí: William Collum (Skotsko) |
| Ramos 64' (pen.) Morata 85' (pen.) Oyarzabal 87' | Zpráva |         | Estadio Santiago Bernabéu, Madrid diváci: 72 205 rozhodčí: William Collum (Skotsko) |

| 5. září 2019 20:45 |        |                                        |                                                                          |
| Faerské ostrovy    | 0 : 4  | Švédsko                                | Tórsvøllur, Tórshavn diváci: 3 108 rozhodčí: Tiago Martins (Portugalsko) |
|                    | Zpráva | Isak 12', 15' Lindelöf 23' Quaison 41' | Tórsvøllur, Tórshavn diváci: 3 108 rozhodčí: Tiago Martins (Portugalsko) |

| 5. září 2019 20:45 |        |                             |                                                                             |
| Norsko             | 2 : 0  | Malta                       | Ullevaal Stadion, Oslo diváci: 11 269 rozhodčí: Dumitru Muntean (Moldavsko) |
|                    | Zpráva | Berge 34' King 45+1' (pen.) | Ullevaal Stadion, Oslo diváci: 11 269 rozhodčí: Dumitru Muntean (Moldavsko) |

| 5. září 2019 20:45 |        |                              |                                                                            |
| Rumunsko           | 1 : 2  | Španělsko                    | Národní stadion, Bukurešť diváci: 50 024 rozhodčí: Deniz Aytekin (Německo) |
| Andone 59'         | Zpráva | Ramos 29' (pen.) Alcácer 47' | Národní stadion, Bukurešť diváci: 50 024 rozhodčí: Deniz Aytekin (Německo) |

| 8. září 2019 15:00 |        |                 |                                                                               |
| Španělsko          | 1 : 0  | Faerské ostrovy | Ilie Oană Stadium, Ploješť diváci: 13 376 rozhodčí: Duje Strukan (Chorvatsko) |
| Pușcaș 47'         | Zpráva |                 | Ilie Oană Stadium, Ploješť diváci: 13 376 rozhodčí: Duje Strukan (Chorvatsko) |

| 8. září 2019 18:00                  |        |       |                                                                       |
| Rumunsko                            | 4 : 0  | Malta | El Molinón, Gijón diváci: 23 644 rozhodčí: Krzysztof Jakubik (Polsko) |
| Rodrigo 13', 50' Alcácer 90', 90+3' | Zpráva |       | El Molinón, Gijón diváci: 23 644 rozhodčí: Krzysztof Jakubik (Polsko) |

| 8. září 2019 20:45 |        |              |                                                                         |
| Švédsko            | 1 : 1  | Norsko       | Friends Arena, Solna diváci: 38 372 rozhodčí: Slavko Vinčić (Slovinsko) |
| Forsberg 60'       | Zpráva | Johansen 45' | Friends Arena, Solna diváci: 38 372 rozhodčí: Slavko Vinčić (Slovinsko) |

| 12. října 2019 18:00 |        |                                     |                                                                           |
| Faerské ostrovy      | 0 : 3  | Rumunsko                            | Tórsvøllur, Tórshavn diváci: 2 381 rozhodčí: Aliyar Aghayev (Ázerbájdžán) |
|                      | Zpráva | Pușcaș 74' Mitriță 83' Keșerü 90+4' | Tórsvøllur, Tórshavn diváci: 2 381 rozhodčí: Aliyar Aghayev (Ázerbájdžán) |

| 12. října 2019 20:45 |        |                                                                  |                                                                          |
| Malta                | 0 : 4  | Švédsko                                                          | Národní stadion, Ta' Qali diváci: 10 702 rozhodčí: Sergey Ivanov (Rusko) |
|                      | Zpráva | Danielson 11' Se. Larsson 58' (pen.), 71' (pen.) Agius 66' (vl.) | Národní stadion, Ta' Qali diváci: 10 702 rozhodčí: Sergey Ivanov (Rusko) |

| 12. října 2019 20:45 |        |           |                                                                         |
| Norsko               | 1 : 1  | Španělsko | Ullevaal Stadion, Oslo diváci: 25 200 rozhodčí: Michael Oliver (Anglie) |
| King 90+4' (pen.)    | Zpráva | Saúl 47'  | Ullevaal Stadion, Oslo diváci: 25 200 rozhodčí: Michael Oliver (Anglie) |

| 15. října 2019 20:45 |        |       |                                                                                      |
| Faerské ostrovy      | 1 : 0  | Malta | Tórsvøllur, Tórshavn diváci: 2 677 rozhodčí: José María Sánchez Martínez (Španělsko) |
| Baldvinsson 71'      | Zpráva |       | Tórsvøllur, Tórshavn diváci: 2 677 rozhodčí: José María Sánchez Martínez (Španělsko) |

| 15. října 2019 20:45 |        |               |                                                                           |
| Rumunsko             | 1 : 1  | Norsko        | Národní stadion, Bukurešť diváci: 29 854 rozhodčí: Bobby Madden (Skotsko) |
| Mitriță 62'          | Zpráva | Sørloth 90+2' | Národní stadion, Bukurešť diváci: 29 854 rozhodčí: Bobby Madden (Skotsko) |

| 15. října 2019 20:45 |        |               |                                                                            |
| Švédsko              | 1 : 1  | Španělsko     | Friends Arena, Stockholm diváci: 49 712 rozhodčí: Clément Turpin (Francie) |
| Berg 50'             | Zpráva | Rodrigo 90+2' | Friends Arena, Stockholm diváci: 49 712 rozhodčí: Clément Turpin (Francie) |

| 15. listopadu 2019 20:45                  |        |                 |                                                                         |
| Norsko                                    | 4 : 0  | Faerské ostrovy | Ullevaal Stadion, Oslo diváci: 10 400 rozhodčí: Fran Jović (Chorvatsko) |
| Reginiussen 4' Fossum 8' Sørloth 62', 65' | Zpráva |                 | Ullevaal Stadion, Oslo diváci: 10 400 rozhodčí: Fran Jović (Chorvatsko) |

| 15. listopadu 2019 20:45 |        |                      |                                                                            |
| Rumunsko                 | 0 : 2  | Švédsko              | Národní stadion, Bukurešť diváci: 49 678 rozhodčí: Daniele Orsato (Itálie) |
|                          | Zpráva | Berg 18' Quaison 34' | Národní stadion, Bukurešť diváci: 49 678 rozhodčí: Daniele Orsato (Itálie) |

| 15. listopadu 2019 20:45                                                    |        |       |                                                                            |
| Španělsko                                                                   | 7 : 0  | Malta | Ramón de Carranza, Cádiz diváci: 19 773 rozhodčí: Viktor Kassai (Maďarsko) |
| Morata 23' Cazorla 41' Torres 62' Sarabia 63' Olmo 69' Gerard 71' Navas 85' | Zpráva |       | Ramón de Carranza, Cádiz diváci: 19 773 rozhodčí: Viktor Kassai (Maďarsko) |

| 18. listopadu 2019 20:45 |        |                     |                                                                                |
| Malta                    | 1 : 2  | Norsko              | Národní stadion, Ta' Qali diváci: 2 708 rozhodčí: Aliyar Aghayev (Ázerbájdžán) |
| Fenech 40'               | Zpráva | King 7' Sørloth 62' | Národní stadion, Ta' Qali diváci: 2 708 rozhodčí: Aliyar Aghayev (Ázerbájdžán) |

| 18. listopadu 2019 20:45                                  |        |          |                                                                                   |
| Španělsko                                                 | 5 : 0  | Rumunsko | Wanda Metropolitano, Madrid diváci: 36 198 rozhodčí: Aleksei Kulbakov (Bělorusko) |
| Fabián 8' Gerard 33', 43' Rus 45+1' (vl.) Oyarzabal 90+2' | Zpráva |          | Wanda Metropolitano, Madrid diváci: 36 198 rozhodčí: Aleksei Kulbakov (Bělorusko) |

| 18. listopadu 2019 20:45                |        |                 |                                                                         |
| Švédsko                                 | 3 : 0  | Faerské ostrovy | Friends Arena, Stockholm diváci: 19 737 rozhodčí: Matej Jug (Slovinsko) |
| Andersson 29' Svanberg 72' Guidetti 80' | Zpráva |                 | Friends Arena, Stockholm diváci: 19 737 rozhodčí: Matej Jug (Slovinsko) |